# Ciarko
Ciarko Sp. z o.o. Sp. k. – przedsiębiorstwo z siedzibą w Sanoku.

## Historia
Firmę założył inż. Ryszard Ziarko w 1986. Przedsiębiorstwo zajmuje się produkcją okapów kuchennych. Właściciel sam tworzył pierwsze modele. Początkowo podmiot nosił nazwę WAzTSiM (Wytwórnia Artykułów z Tworzyw Sztucznych i Metali). W 1991 infrastruktura produkcyjna mieści się w sanockiej dzielnicy Dąbrówka, na terenach uprzednio zajmowanych przez Gminną Spółdzielnię „Samopomoc Chłopska”. W połowie lat 90. przedsiębiorstwu nadano nazwę Ciarko, wywodzącą się od nazwiska założyciela.
Ciarko uchodzi za najstarszą firmę produkującą okapy w Polsce. W Polsce stanowi największego wytwórcę w tej dziedzinie, zaś w Europie jest jednym z największych. Eksportuje do wielu krajów świata.
9 czerwca 2022 w zabudowaniach przedsiębiorstwa przy ul. Okulickiego wybuchł duży pożar.

## Sponsoring
Firma została sponsorem strategicznym sanockiego klubu hokeja na lodzie; od listopada 2008 tytularnym (Ciarko KH Sanok). Umowę odnowiono w sierpniu 2009, a drugim sponsorem został Podkarpacki Bank Spółdzielczy. W 2011 klub został powołany jako spółka z ograniczoną odpowiedzialnością pod nazwą Ciarko PBS Bank KH Sanok, od 2015 do 2016 działał jako Ciarko PBS Bank STS Sanok, w latach 2017–2020 jako Ciarko KH 58 Sanok, a od 2020 jako Ciarko STS Sanok. Oprócz sponsoringu sportowego firma wspiera też kulturę i służbę zdrowia (szpital w Sanoku).

## Nagrody i wyróżnienia
- Złoty medal Międzynarodowych Targów Poznańskich (1999 za okap ESA[4], 2000 za okap nadkuchenny OK.-5 ESA Bis[16]
- Polskie Godło Promocyjne „Teraz Polska” (1999[4], 2001)[17][18][7][8]
- „Dobry Wzór”[7][8]
- „Produkt Roku”[5]
- „Dobry Design”[5]
- „Gazele Biznesu”[7][8]
- „Polski Prestiż”[7][8]
- „Red dot design award”[8][5]
- „Must Have”[8][5]
- Nagroda Burmistrza Sanoka (2009)[19]